# Grb Čada
Grb Čada je službeno usvojen 1970. godine. 
Grb se sastoji od štita kojeg pridržavaju koza i lav. Koza predstavlja sjeverni dio države, a lav južni. Na štitu se nalaze plave valovite linije koje predstavljaju jezero Čad, dok izlazeće sunce iznad štita predstavlja novi početak. Ispod štita nalaze se medalja i traka s državnim geslom Unité Travail Progrès (Jedinstvo, rad, napredak).